# Les Gours
Les Gours ist eine französische Gemeinde mit 93 Einwohnern (Stand: 1. Januar 2022) im Département Charente in der Region Nouvelle-Aquitaine (vor 2016 Poitou-Charentes); sie gehört zum Arrondissement Confolens und zum Kanton Charente-Nord. Die Einwohner werden Gorziens genannt.

## Geographie
Les Gours liegt etwa 30 Kilometer nordnordwestlich von Angoulême am Fluss Couture und wird umgeben von den Nachbargemeinden Couture-d’Argenson im Norden, Saint-Fraigne im Osten und Südosten, Lupsault im Süden sowie Chives im Südwesten und Westen.

## Bevölkerungsentwicklung
| Jahr                       | 1962 | 1968 | 1975 | 1982 | 1990 | 1999 | 2006 | 2019 |
| Einwohner                  | 227  | 189  | 163  | 143  | 142  | 144  | 130  | 110  |
| Quellen: Cassini und INSEE |      |      |      |      |      |      |      |      |

## Sehenswürdigkeiten
- Kirche Notre-Dame, 1778 erbaut
- Haus Les Défends, Mitte des 19. Jahrhunderts erbaut
- Haus La Plaine von 1698
- Haus La Font Brisson aus dem 16. Jahrhundert

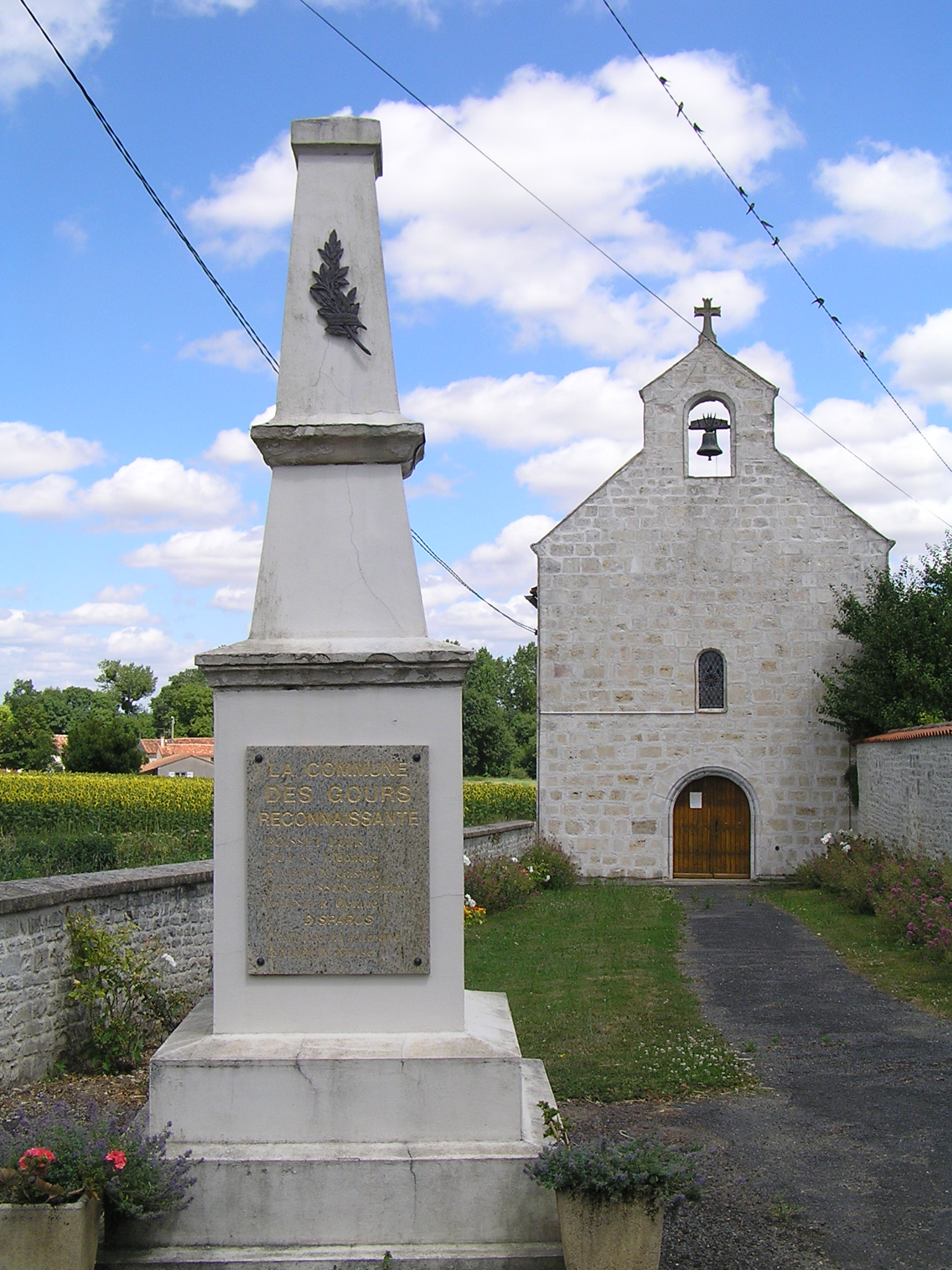
Kirche Notre-Dame